# Dolores Tamburini
Dolores Tamburini (16 dicembre 1911 – 1977) è stata una montatrice italiana.

## Biografia
Nel cinema italiano iniziò l'attività nel 1939 per la Scalera Film e in trenta anni di carriera curò il montaggio di sessanta film, generalmente commedie, ma anche film drammatici, musicali e anche western all'italiana. Lavorò negli studi della SAFA-Palatino e, dal 1949, quando riprese l'attività dopo la guerra, uno dei suoi assistenti al montaggio era Ruggero Mastroianni al suo esordio. Tra i registi con cui collaborò vi furono Giorgio Simonelli (per dodici film), Pietro Germi, Alessandro Blasetti, Domenico Paolella e molti altri. Insieme a Gisa Radicchi Levi, Jolanda Benvenuti e Adriana Novelli fu una delle prime tecnici del montaggio donne in Italia. Si ritirò nel 1970.

## Filmografia
- Il socio invisibile, regia di Roberto Roberti (1939)
- Boccaccio, regia di Marcello Albani (1940)
- Il bazar delle idee, regia di Marcello Albani (1941)
- Il re si diverte, regia di Mario Bonnard (1941)
- Divieto di sosta, regia di Marcello Albani (1941)
- È caduta una donna, regia di Alfredo Guarini (1941)
- Documento Z 3, regia di Alfredo Guarini (1942)
- La Gorgona, regia di Guido Brignone (1942)
- I due Foscari, regia di Enrico Fulchignoni (1942)
- L'angelo del crepuscolo, regia di Gianni Pons (1942)
- Redenzione, regia di Marcello Albani (1943)
- Nessuno torna indietro, regia di Alessandro Blasetti (1943)
- Senza una donna, regia di Alfredo Guarini (1943)
- Squadriglia Bianca, regia di Ion Sava (1944)
- I fuorilegge, regia di Aldo Vergano (1949)
- Le due sorelle, regia di Mario Volpe (1950)
- Cento piccole mamme, regia di Giulio Morelli (1952)
- Gli uomini non guardano il cielo, regia di Umberto Scarpelli (1952)
- Bellezze in motoscooter, regia di Carlo Campogalliani (1952)
- Il prezzo dell'onore, regia di Ferdinando Baldi (1952)
- Canzoni, canzoni, canzoni, regia di Domenico Paolella (1953)
- Amori di mezzo secolo, regia di Glauco Pellegrini, Antonio Pietrangeli, Pietro Germi, Mario Chiari, Roberto Rossellini (1953)
- Gran varietà, regia di Domenico Paolella (1953)
- Cavallina storna, regia di Giulio Morelli (1953)
- Rosso e nero, regia di Domenico Paolella (1954)
- Ridere! Ridere! Ridere!, regia di Edoardo Anton (1954)
- Il conte Aquila, regia di Guido Salvini (1955)
- Adriana Lecouvreur, regia di Guido Salvini (1955)
- Il ferroviere, regia di Pietro Germi (1956)
- I colpevoli, regia di Turi Vasile (1957)
- L'uomo di paglia, regia di Pietro Germi (1957)
- Il segreto delle rose, regia di Albino Principe (1958)
- La congiura dei Borgia, regia di Antonio Racioppi (1958)
- Fantasmi e ladri, regia di Giorgio Simonelli (1958)
- Marinai, donne e guai, regia di Giorgio Simonelli (1958)
- Il cavaliere senza terra, regia di Giacomo Gentilomo (1959)
- Noi siamo due evasi, regia di Giorgio Simonelli (1959)
- Storie d'amore proibite (il cavaliere e la zarina), regia di Jacqueline Audry (1959)
- I baccanali di Tiberio, regia di Giorgio Simonelli (1959)
- Le olimpiadi dei mariti, regia di Giorgio Bianchi (1960)
- Robin Hood e i pirati, regia di Giorgio Simonelli (1960)
- Cavalcata selvaggia, regia di Piero Pierotti (1960)
- Un dollaro di fifa, regia di Giorgio Simonelli (1960)
- Chi si ferma è perduto, regia di Sergio Corbucci (1960)
- Che femmina!! e... che dollari!, regia di Giorgio Simonelli (1961)
- I magnifici tre, regia di Giorgio Simonelli (1961)
- Il re di Poggioreale, regia di Duilio Coletti (1961)
- Rocco e le sorelle, regia di Giorgio Simonelli (1961)
- Gerarchi si muore, regia di Giorgio Simonelli (1961)
- Una domenica d'estate, regia di Giulio Petroni (1962)
- I tre nemici, regia di Giorgio Simonelli (1962)
- I tromboni di Fra' Diavolo, regia di Giorgio Simonelli (1962)
- Urlo contro melodia nel Cantagiro '63, regia di Arturo Gemmiti (1963)
- Italia proibita, regia di Enzo Biagi, Brando Giordani e Sergio Giordani (1963)
- Follie d'estate, regia di Carlo Infascelli ed Edoardo Anton (1964)
- Jim il primo, regia di Sergio Bergonzelli (1964)
- Gli amori di Angelica, regia di Luigi Latini De Marchi (1967)
- Uccideva a freddo, regia di Guido Celano (1967)
- Un caso di coscienza, regia di Gianni Grimaldi (1970)
- La prima notte del dottor Danieli, industriale, col complesso del... giocattolo, regia di Gianni Grimaldi (1970)
- Principe coronato cercasi per ricca ereditiera, regia di Gianni Grimaldi (1970)